# カルロヴィ・ヴァリ
カルロヴィ・ヴァリ（チェコ語: Karlovy Vary [ˈkarlovɪ ˈvarɪ] ( 音声ファイル)）は、チェコ・ボヘミア西部の都市。ドイツ語名のカールスバート（Karlsbad, Carlsbad）という呼称もよく知られる。また、カルルスバードとする表記もある。人口は53,907人（2010年）。世界的に有名な温泉地である。

## 地勢・産業
テプラー川とラベ川（ドイツ語ではエルベ川）の支流であるオフジェ川（ドイツ語ではエーガー川）の合流点に発展し、温泉保養地として世界的に有名である。街の伝統産業としては、陶磁器工業、ボヘミア・ガラスに代表されるガラス工業、地元のビール産業など挙げられ、近年は化学、機械、製材、食品工業の成長もみられる。

## 歴史
14世紀半ば、ボヘミア王であり神聖ローマ皇帝にもなったカール4世（ボヘミア王としてはカレル1世）が偶然に温泉を発見したとされる。街の名称も、そのカール4世（カレル1世）にちなんだものである。
18世紀以降、温泉地として急速な発展を遂げていった。ウィーン体制下の1819年には、オーストリアのメッテルニヒによる主導で自由主義運動を抑圧するカールスバート決議がなされた。19世紀になると鉄道の開通により、ウィーンなどから多数の湯治客が訪れるようになり、街はさらに発展した。
第二次世界大戦前までは、住民の大半はドイツ系であった（1939年の時点でドイツ系住民は5万3300人）。1938年には、ナチス・ドイツによるズデーテン地方の併合でドイツ領となったが、第二次世界大戦後、独立を回復したチェコスロバキア政府のベネシュ布告（ドイツ系住民の国籍剥奪と財産没収を規定）により、ドイツ系住民は強制的にカルロヴィ・ヴァリから追われることとなった（ドイツ人追放）。
第一次世界大戦後のチェコスロバキア建国に伴ってオーストリアから切り離されたことにより、ハプスブルク帝国の富裕層のための「リゾートを兼ねた湯治場」としての役割を終え、第二次世界大戦後に住民もほぼ入れ代わったカルロヴィ・ヴァリは以後、映画祭を開催するなどして街の振興に努めている。

## 温泉と観光、行事
周辺のカルロヴィ・ヴァリ山塊に水源をもつ鉱泉（泉温43～73度）は、飲用・浴用として用いられている。交通網の整備が進むにつれて、各地から著名人が訪れるようになった。ゲーテ、シラー、ベートーヴェン、ゴーゴリ、ショパンなどが同都市に滞在しており、それを記念した碑が至る所で見られる。
1946年から国際映画祭「カルロヴィ・ヴァリ映画祭」が開かている。日本は1954年から参加しており、参加した初年度に「原爆の子」が平和賞を受けた。
現在はロシア資本が多く流入し、チェコ語、英語のほか、ロシア語による情報も充実している。

## 気候
| カルロヴィ・ヴァリ（1991年 - 2020年）の気候 | カルロヴィ・ヴァリ（1991年 - 2020年）の気候 | カルロヴィ・ヴァリ（1991年 - 2020年）の気候 | カルロヴィ・ヴァリ（1991年 - 2020年）の気候 | カルロヴィ・ヴァリ（1991年 - 2020年）の気候 | カルロヴィ・ヴァリ（1991年 - 2020年）の気候 | カルロヴィ・ヴァリ（1991年 - 2020年）の気候 | カルロヴィ・ヴァリ（1991年 - 2020年）の気候 | カルロヴィ・ヴァリ（1991年 - 2020年）の気候 | カルロヴィ・ヴァリ（1991年 - 2020年）の気候 | カルロヴィ・ヴァリ（1991年 - 2020年）の気候 | カルロヴィ・ヴァリ（1991年 - 2020年）の気候 | カルロヴィ・ヴァリ（1991年 - 2020年）の気候 | カルロヴィ・ヴァリ（1991年 - 2020年）の気候 |
| 月                                          | 1月                                         | 2月                                         | 3月                                         | 4月                                         | 5月                                         | 6月                                         | 7月                                         | 8月                                         | 9月                                         | 10月                                        | 11月                                        | 12月                                        | 年                                          |
| ------------------------------------------- | ------------------------------------------- | ------------------------------------------- | ------------------------------------------- | ------------------------------------------- | ------------------------------------------- | ------------------------------------------- | ------------------------------------------- | ------------------------------------------- | ------------------------------------------- | ------------------------------------------- | ------------------------------------------- | ------------------------------------------- | ------------------------------------------- |
| 最高気温記録 °C （°F）                      | 14.2 (57.6)                                 | 16.4 (61.5)                                 | 21.3 (70.3)                                 | 27.5 (81.5)                                 | 31.0 (87.8)                                 | 34.5 (94.1)                                 | 34.7 (94.5)                                 | 35.8 (96.4)                                 | 29.3 (84.7)                                 | 23.8 (74.8)                                 | 17.0 (62.6)                                 | 13.1 (55.6)                                 | 35.8 (96.4)                                 |
| 平均最高気温 °C （°F）                      | 0.5 (32.9)                                  | 2.3 (36.1)                                  | 6.7 (44.1)                                  | 12.7 (54.9)                                 | 17.2 (63)                                   | 20.6 (69.1)                                 | 22.6 (72.7)                                 | 21.8 (71.2)                                 | 16.8 (62.2)                                 | 11.0 (51.8)                                 | 4.8 (40.6)                                  | 1.1 (34)                                    | 11.5 (52.7)                                 |
| 日平均気温 °C （°F）                        | −1.8 (28.8)                                 | −0.8 (30.6)                                 | 2.8 (37)                                    | 7.4 (45.3)                                  | 11.7 (53.1)                                 | 15.1 (59.2)                                 | 17.0 (62.6)                                 | 16.9 (62.4)                                 | 12.4 (54.3)                                 | 7.6 (45.7)                                  | 2.6 (36.7)                                  | −0.9 (30.4)                                 | 7.5 (45.5)                                  |
| 平均最低気温 °C （°F）                      | −3.9 (25)                                   | −3.8 (25.2)                                 | −1.1 (30)                                   | 2.2 (36)                                    | 6.4 (43.5)                                  | 9.6 (49.3)                                  | 11.5 (52.7)                                 | 10.9 (51.6)                                 | 7.3 (45.1)                                  | 4.0 (39.2)                                  | 0.5 (32.9)                                  | −2.6 (27.3)                                 | 3.4 (38.1)                                  |
| 最低気温記録 °C （°F）                      | −20.1 (−4.2)                                | −22.6 (−8.7)                                | −16.7 (1.9)                                 | −11.1 (12)                                  | −4.9 (23.2)                                 | −0.2 (31.6)                                 | 3.1 (37.6)                                  | 1.5 (34.7)                                  | −2.8 (27)                                   | −9.5 (14.9)                                 | −12.7 (9.1)                                 | −21.0 (−5.8)                                | −22.6 (−8.7)                                |
| 降水量 mm （inch）                          | 54.6 (2.15)                                 | 51.7 (2.035)                                | 55.5 (2.185)                                | 70.2 (2.764)                                | 117.2 (4.614)                               | 146.9 (5.783)                               | 151.6 (5.969)                               | 155.8 (6.134)                               | 118.0 (4.646)                               | 88.1 (3.469)                                | 58.6 (2.307)                                | 48.2 (1.898)                                | 1,116.6 (43.961)                            |
| 平均降水日数 （≥1 mm）                      | 11.7                                        | 10.1                                        | 11.8                                        | 11.4                                        | 14.3                                        | 14.7                                        | 15.1                                        | 13.6                                        | 12.0                                        | 12.8                                        | 11.8                                        | 11.9                                        | 151.2                                       |
| 出典：infoclimat.fr                         |                                             |                                             |                                             |                                             |                                             |                                             |                                             |                                             |                                             |                                             |                                             |                                             |                                             |

| 平均気温の推移                                                 |                                                                |
| -------------------------------------------------------------- | -------------------------------------------------------------- |
| 現在、技術上の問題で一時的にグラフが表示されなくなっています。 |                                                                |
|                                                                | 現在、技術上の問題で一時的にグラフが表示されなくなっています。 |

|  | 現在、技術上の問題で一時的にグラフが表示されなくなっています。 |

|  | 現在、技術上の問題で一時的にグラフが表示されなくなっています。 |

|  | 現在、技術上の問題で一時的にグラフが表示されなくなっています。 |

|  | 現在、技術上の問題で一時的にグラフが表示されなくなっています。 |

|  | 現在、技術上の問題で一時的にグラフが表示されなくなっています。 |

|  | 現在、技術上の問題で一時的にグラフが表示されなくなっています。 |

|  | 現在、技術上の問題で一時的にグラフが表示されなくなっています。 |

|  | 現在、技術上の問題で一時的にグラフが表示されなくなっています。 |

|  | 現在、技術上の問題で一時的にグラフが表示されなくなっています。 |

|  | 現在、技術上の問題で一時的にグラフが表示されなくなっています。 |

|  | 現在、技術上の問題で一時的にグラフが表示されなくなっています。 |

|  | 現在、技術上の問題で一時的にグラフが表示されなくなっています。 |

|  | 現在、技術上の問題で一時的にグラフが表示されなくなっています。 |

|  | 現在、技術上の問題で一時的にグラフが表示されなくなっています。 |

|  | 現在、技術上の問題で一時的にグラフが表示されなくなっています。 |

|  | 現在、技術上の問題で一時的にグラフが表示されなくなっています。 |

## ゆかりの人物
- ヴラディミーラ・ドヴォジャーコヴァー
- ヨハン・ロシュミット
- アウグスト・プフィッツマイアー
- カール・ワイデル・レイモン
- フランツ・クサーヴァー・モーツァルト
- ヨハン・ヴォルフガング・フォン・ゲーテ

## 姉妹都市
- バーデン＝バーデン、ドイツ
- 草津町（群馬県吾妻郡）、日本
- カールスバッド、アメリカ合衆国カリフォルニア州
- カッシーノ、イタリア
- ヴァールベリ、スウェーデン